# Mysayoshi Sawada
Mysayoshi Sawada ist ein ehemaliger japanischer Skispringer.

## Werdegang
Sein internationales Debüt gab Sawada bei der Vierschanzentournee 1973/74. Bei seinem ersten Springen auf der Großen Olympiaschanze in Garmisch-Partenkirchen landete er mit dem 19. Platz auf Anhieb unter den besten 20 und erreichte damit auch das beste Einzelresultat seiner Tournee. Auf der Bergiselschanze in Innsbruck landete er als 46. nur im Mittelfeld. Bei seinem letzten Springen auf der Paul-Außerleitner-Schanze in Bischofshofen erreichte er als 25. noch einmal ein gutes Resultat und beendete die Tournee daraufhin als 74. der Gesamtwertung.

## Erfolge

### Vierschanzentournee-Platzierungen
| Saison  | Platz | Punkte |
| ------- | ----- | ------ |
| 1973/74 | 74.   | 624,7  |